# Zaus goodsiri
Zaus goodsiri är en kräftdjursart som beskrevs av Brady 1880. Zaus goodsiri ingår i släktet Zaus och familjen Harpacticidae. Arten är reproducerande i Sverige. Inga underarter finns listade i Catalogue of Life.